# Граје
Граје, (грч. Γραίες, Γραίαι лат. Graiae) или Форкиде су у грчкој митологији кћери морског бога Форкија и његове жене Кето.

## Митологија
Према Хесиодовој теогонији, њихова имена су била Дејно (стрепња у очекивању ужаса), Енио (ужас уништених градова) и Перфида (такође и Помфрида или Демфрида, у значењу „аларм“). Јулиус Хигинус додаје и четврту коју назива Персис или Персо. Заједно су називане Грајама јер су од рођења биле седе.
Имале су једно заједничко око и заједнички зуб и када би једна од њих носила то њихово заједничко око, морала је да води друге две, јер су оне тада биле слепе, а када би једна од њих имала зуб, друге две нису могле жвакати храну и гладовале су. За то једно око и један зуб оне су се стално свађале и једна другој загорчавале ионако тежак и суморан живот. Три Греје су имале и сестре - наказне Горгоне, а брат им је био змај Ладон који је чувао стабло са златним јабукама у врту Хесперида. Живеле су на далеком западу близу места где је обитавала богиња ноћи Никта. Боравиле су испред станишта својих сестара Горгона, где нема ни Сунца ни Месеца. Све три су поседовале само једно око и један зуб које су међусобно размењивале. Када је на њих наишао Персеј, отео им је њихов посед и учинио их беспомоћнима. Међутим, вратио им је око када су му откриле пут ка нимфама (или Горгонама) ка којима је јунак ишао. Према другој причи, Персеј је око бацио у Тритонско језеро како би онемогућио Граје да стражаре на путу ка Горгонама.

## У уметности
Граје су представљене на неколико грчких ваза с краја 6. века пре нове ере и почетка 5. века пре нове ере, као и на предмету Персејева посета Грајама који се налази у архелошком музеју у Атини.